# Andrea Villarreal

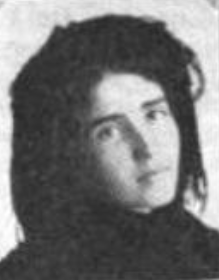
Andrea Villarreal

Andrea Villarreal González  (* 1881 in Lampazos de Naranjo, Nuevo León; † 1963, in Monterrey, Nuevo León) war eine mexikanische revolutionäre Aktivistin, Journalistin und Organisatorin von Frauen und Arbeitern, die die Partido Liberal Mexicano (PLM) während der mexikanischen Revolution von 1910 bis 1917 unterstützte. Sie war die Schwester der ebenfalls aktiven und prominenten PLM-Mitglieder Teresa Villarreal und General Antonio Irineo Villarreal González. Sie wurde auch als „mexikanische Jeanne d’Arc“ bezeichnet.

## Leben
Andrea wurde als zweites von fünf Kindern einer alteingesessenen Familie in Lampazos geboren. Sie hatte drei Brüder, Antonio Irineo (* 1879), Próspero (* 1882) und Alfonso (* 1886), und die Schwester Teresa (* 1883). Die Familie bot ein kulturelles Umfeld mit liberalen und fortschrittlichen Prinzipien. Ihr Vater, Prospero Villarreal Zuazua, war 1887 der Mitgründer der Sociedad de Obreros de Lampazos. Sie und ihre später gleichermaßen aktiven Geschwister kamen daher schon früh mit sozialen Problemen wie dem Recht der Arbeiter auf gerechtere Arbeitsbedingungen und gesellschaftlichen Veränderungen wie dem Frauenwahlrecht in Berührung.
Die Familie unterstützte die liberal-radikale Partido Liberal Mexicano (PLM), die sich gegen die Diktatur von Präsident Porfirio Díaz (1876–1911) stellte. Im April 1901 war die Familie gezwungen aus Mexiko nach Texas zu fliehen, weil das Díaz-Regime ihre Aktivitäten verfolgte. Im Februar 1905 zog sie weiter nach St. Louis, Missouri, und nutzten die Louisiana Purchase Exposition, die als Treffpunkt für Radikale unterschiedlicher Herkunft diente. Hier entwickelten sie freundschaftliche Beziehungen zu US-Organisationen, mit denen sie gemeinsame Interessen teilten, wie die Socialist Party, die American Federation of Labor (AFL) oder den Industrial Workers of the World (IWW).
1909 fanden Andrea und Teresa Villarreal in San Antonio, Texas, ein Umfeld, um ihre Ideen gegen die Diktatur des Diaz-Regimes durch die mexikanische Exilpresse zu verbreiten, die die mexikanische Gemeinschaft im Süden der USA bediente. Sie gaben zwei Zeitungen heraus, die feministische Zeitung La Mujer Moderna („Die moderne Frau“, 1910) und die revolutionäre El Obrero („Der Arbeiter“).
Da die männliche Führung der PLM ständig unter Beobachtung stand, spielten die Villareal-Schwestern und andere Frauen Schlüsselrollen in der Infrastruktur und Logistik der Revolution. Sie übernahmen Aufgaben wie den Transport von Nachrichten, Vorräten und Geheimdienstberichten. Ein Beobachter erinnerte sich daran, wie Frauen wie Andrea und Teresa Villareal Verantwortungen übernahmen, die Männer aufgrund der erhöhten Bedrohung durch die Revolution fürchteten: „Women in Texas were particularly active […] had to continue the work men were now too intimidated to do“. Die Schwestern hielten auch öffentliche Reden an der Seite von Mother Jones und forderten die Freilassung von in San Antonio inhaftierten mexikanischen Revolutionären.
Nach dem Sturz von Diaz kehrte sie nach Mexiko zurück und starb 1963 in einem Militärkrankenhaus in Monterrey.

## Nachleben
Judy Chicago widmete Villarreal eine Inschrift auf den dreieckigen Bodenfliesen des Heritage Floor ihrer 1974 bis 1979 entstandenen Installation The Dinner Party. Die mit dem Namen Andres Villareal (sic!) beschrifteten Porzellanfliesen sind dem Platz mit dem Gedeck für Sacajawea zugeordnet.